# عمارت و باغ امیر سمنان
عمارت و باغ امیر سمنان مربوط به دوره قاجار است و در سمنان، خیابان باغ فردوس واقع شده و این اثر در تاریخ ۹ آبان ۱۳۷۷ با شمارهٔ ثبت ۲۱۴۳ به‌عنوان یکی از آثار ملی ایران به ثبت رسیده است.
این بنا در حال حاضر در مالکیت شهرداری سمنان می باشد که در سال ۱۳۹۴ مورد مرمت قرار گرفت و هم‌اکنون به عنوان موزه مردم‌شناسی مورد استفاده قرار می‌گیرد.
سرمایه‌گذار این مجموعه محمد عزیزالدین می‌باشد.
این مجموعه به نام مجتمع، تاریخی، فرهنگی، گردشگری باغ امیر نامگذاری گردیده است.